# Historia del universo BattleTech
La historia del universo BattleTech es una ficción futurista en la que se sitúa la franquicia BattleTech descrito en las más de 100 novelas publicadas y una gran cantidad de suplementos de apoyo al juego (soucerbooks).

## Eras
Catalyst Game Labs, los propietarios de BattleTech, han dividido la historia del universo ficticio de Battletech en seis eras. Los productos que lanzaron se agrupan de esta manera. Los productos más nuevos recientemente han incluido otros períodos de tiempo distintos al dividir las eras en sub-eras, lo que lleva la clasificación a nueve periodos históricos. Además de esos, se pueden identificar cuatro más distintos no canónicos:
| Era                                      | Sub Era                           | Years           | Description |
| ---------------------------------------- | --------------------------------- | --------------- | --- |
|                                          | Pre-Vuelos espaciales             | Anterior a 1950 | Era anterior a la que se hace referencia, cuando la humanidad solo reside en su planeta de origen, Terra. |
|                                          | Primeros Vuelos Espaciales        | 1950 – 2005     | Los primeros vuelos espaciales restringidos por el sistema solar. |
| Edad de la Guerra                        | Edad de la Guerra (Primer Éxodo)  | 2005 – 2242     | La época de la Alianza Occidental, la Alianza Terráquea y las primeras colonias interestelares. La rebelión de Outer Reaches resultó en la Declaración de Demarcación, la independencia forzada para la mayoría de las colonias.                                                                                                  |
| Edad de la Guerra                        | Edad de la Guerra (Segundo Éxodo) | 2242 – 2398     | Los colonos de mundos marginales se reubican o mueren. La Alianza Terráquea colapsa; inicios de la Hegemonía Terráquea y las Grandes Casas de la Esfera Interior. |
| Edad de la Guerra                        | Edad de la Guerra                 | 2398 – 2570     | La época de la Hegemonía Terráquea y las guerras "civilizadas" entre las grandes casas de la Esfera Interior. Se crea el primer Battlemech. |
| Liga Estelar                             | Liga Estelar                      | 2571 – 2781     | El periodo en el que la Liga Estelar alcanzó el apogeo de su poder y finaliza cuando fue destruida por el Golpe de Estado de Amaris. |
| Guerras de Sucesión                      | Primeras Guerras de Sucesión      | 2781 – 2900     | El comienzo de las Guerras de Sucesión, cuando los Estados Sucesores de las Grandes Casas compitieron por la supremacía después del colapso de la Liga Estelar. |
| Guerras de Sucesión                      | Guerras de sucesión tardías       | 2901 – 3049     | Después de años de guerra, muchos de los avances de la Liga Estelar habían desaparecido, convirtiéndose en Perditecnia (tecnología perdida). La guerra entre los Estados Sucesores se redujo a combates de bajo nivel. |
| Invasión Clan                            |                                   | 3050 – 3061     | Los años que transcurren entre el inicio de la invasión de los Clanes y la victoria de la Esfera Interior en el Gran Rechazo. |
| Guerra Civil de la Mancomunidad Federada |                                   | 3062 – 3067     | Los años en que se disputa la Guerra civil en los dos estados que conformaron la Mancomunidad Federada. |
| Jihad de la Palabra de Blake             |                                   | 3068 – 3080     | Duración de la Jihad desatada por la Palabra de Blake. |
| Dark Age                                 | Formación de la República         | 3081 – 3130     | Tiempo que transcurre entre la derrota de la Palabra de Blake y la creación de la República de la Esfera. |
| Dark Age                                 | Dark Age                          | 3131 – 3150     | El tiempo transcurrido desde el colapso de la red HPG provocó un caos político en La República de la Esfera que llevó a la militarización de Mechs industriales y otros equipos civiles. . |
| IlClan                                   | IlClan                            | 3151 –          | La otrora invulnerable República de la Esfera está en ruinas, destrozada por las Grandes Casas y los Clanes. A medida que es sistema defensivo conocido como "Fortaleza de la República" colapsa, los Clanes avanzan hacia Terra para crear una autoridad suprema que gobernará la Esfera Interior por cualquier medio necesario. |

## Historia
Aunque es originalmente un juego de guerra sobre tablero, Battletech se desenvuelve dentro de un universo de ficción. Actualmente con dos versiones diferentes de juego estrategia sobre tablero, uno de miniaturas coleccionables, seis videojuegos en tres sistemas distintos, un juego de rol, y varias líneas históricas activas. El universo battletech ha llegado a ser muy detallado, un universo de ficción con diversas líneas históricas, acompañado de unos personajes muy dinámicos, en la que las novelas desarrolladas, tienen lugar en el siglo XXXI para Battletech clásico o en el XXXII para Battletech edad oscura.
Las cinco grandes casas son: Davion, Steiner, Kurita, Marik y Liao. Cada una domina una sección más o menos amplia de la Esfera Interior (Federación de Soles, Mancomunidad de Lira/Alianza Lirana, Condominio Draconis, Liga de Mundos Libres y Confederación de Capela, respectivamente). 
Junto a las cinco grandes casas y sus ejércitos existen otros poderes menores: naciones periféricas, reyes bandidos o piratas y unidades mercenarias de mayor o menor potencia. Caso aparte es el de la organización semi-mística Comstar, que domina el sistema solar y sistemas cercanos, e impone sus condiciones a las grandes casas como guardianes de las avanzadas tecnologías que florecieron durante la era de la Liga Estelar y que casi desaparecieron con las Guerras de Sucesión y que además de todo esto, controla los transmisores de hiperpulsacion, único mecanismo capaz de enviar y recibir mensajes entre distintos sistemas solares, a una distancia máxima de 50 años luz.
El universo de battletech es el nuestro dentro de 1000 años. El ser humano se ha expandido en un radio de más de 500 años luz desde la Tierra gracias a la invención del reactor Kearny-Fuchida, que permite realizar "saltos" entre sistemas estelares alejados entre sí 30 años luz. Debido a la dispersión de la raza humana por las estrellas vecinas a la Tierra sobre todo entre los siglos XXII y XXIII, sólo es cuestión de tiempo que pierdan sus lazos de unión con la cuna de la humanidad y que la Alianza Terráquea se colapse debido a múltiples revoluciones coloniales. Los siguientes 250 años son turbulentos, se libran cientos de pequeñas guerras entre los estados de la esfera humana, en los que la Hegemonía Terráquea (que engloba la Tierra y sistemas vecinos) casi siempre se mantiene al margen. El éxito de la Hegemonía sobre el resto de los estados, que no quieren confrontaciones con ella se debe al descubrimiento de una nueva máquina militar, el BattleMech, auténticos monstruos de entre 20 y 100 toneladas con una movilidad, blindaje y potencia de fuego muy superior a los vehículos convencionales. Aunque los Mechs son adoptados por todos los estados, la superioridad tecnológica y de producción de la Hegemonía hacen que se encuentren en la cresta de la ola: De este modo, antes de la conclusión del siglo XXV la Hegemonía actuaba como mediador en los conflictos de los estados vecinos. 
Reunificación
El mayor logro de la Hegemonía vino de mano de Ian Cameron, 13.º director general que en el 2571, junto a los gobernantes de los cinco estados que dominaban el universo habitado (Liga de Mundos Libres, Confederación de Capela, Federación de Soles, Mancomunidad de Lira y Condominio Draconis) consiguieron llegar a un acuerdo de envergadura al crear un nuevo gobierno unificado para la humanidad que incorporaría a los seis estados: la Liga estelar. A cambio del reconocimiento de Ian cameron como Primer Señor de la Liga Estelar y árbitro de su política exterior, los Artículos de Constitución de la Liga garantizaban a cada uno de los cinco líderes de los estados un sitio en el Alto Consejo, autonomía total en los asuntos políticos domésticos, confirmación de las líneas de sucesión existentes y acceso a la estructura de investigación militar de la Hegemonía. No tardó mucho la Liga Estelar en extenderse. Los Estados miembros se encontraban en una inmensa área de espacio conocida como "Esfera Interior" y fuera de esta esfera había más estados, que fueron unificados mediante una guerra que duró 20 años. Una vez finalizada la guerra, la Alianza de Mundos Exteriores, la Magistratura de Canopus, el Concordato de Tauro y la Alianza de Mundos Periféricos también formaban parte de la Liga estelar, pero como "ciudadanos de segunda". 
Prosperidad y guerra
Tras 150 años de una gran prosperidad, la acumulación de "vicios" y ansias de poder hicieron que estallara la revolución. Los señores del Alto Consejo mostraron su descontento con el primer señor de la Liga Estelar (apenas un joven) y sólo un hombre le apoyó, Stefan Amaris, máximo mandatario de una de los estados periféricos. Cuando el ejército de la Liga estelar fue a aplastar una rebelión en la periferia de la Liga, Stefan Amaris ejecutó un elaborado golpe de Estado, asesinó a la familia del Primer Señor y se autoproclamó a sí mismo ese cargo. Cuando la noticia llegó a los oídos del General del ejército de la Liga, Alexander Kerensky, que estaba sofocando la rebelión, declaró inmediatamente la guerra al usurpador. Tanto Amaris como Kerensky pidieron ayuda a los diferentes Estados miembros del Alto Consejo, pero todos miraron hacia otro lado. Tras cuatro años de preparación para la guerra y siete años de dura lucha avanzando hacia la Tierra, Kerensky logró aplastar a Amaris...La guerra civil se había saldado con más de 100 millones de muertes, la destrucción de buena parte de la red de comunicaciones entre la esfera Interior y la Periferia y la destrucción del aparato administrativo y de gobierno de la Liga Estelar. Debido a esto, la designación de un nuevo Primer Señor fue imposible ya que los miembros del consejo habían pasado 7 años rearmándose, pensando en lo que sucedería en ese día. Todos los presentes querían acceder al puesto de primer señor y trataban como perros de presa de hacerse con los servicios de los restos del Ejército regular de la Liga Estelar. 
Éxodo
En lugar de retirarse, Kerensky convocó a los oficiales leales de su estado mayor a una reunión secreta en febrero de 2784. Después de la reunión los oficiales leales invirtieron 6 meses en la adquisición y reunión de una ingente flota. A pesar de que los Señores del Consejo tuvieron conocimiento de estas actividades, todos estaban demasiado ocupados en preparar sus propios ambiciosos planes de conquista como para intentar detener al general. En noviembre, al menos tres cuartas partes de los efectivos del Ejército regular abandonaron sus puestos en masa, reuniéndose bajo el mando del general Kerensky en el planeta Nueva Samarkanda. Los Señores Consejeros se movilizaron inmediatamente, pero para su inmensa sorpresa, la gigantesca flota de astronaves comenzó a efectuar saltos hacia la periferia y se desvaneció en las profundidades del espacio... 
Las guerras de sucesión
Poco tardaron los diferentes Señores Consejeros en nombrarse cada uno como nuevo Primer Señor de la Liga estelar, lo que inevitablemente condujo a la Primera Guerra de Sucesión. Esta guerra superó a los anteriores conflictos librados por el ser humano y se llegó a tal estado de barbarie que comenzaron a perderse ciertos conocimientos y/o capacidad de construcción debido a la destrucción causada por la guerra. La segunda y tercera guerra de sucesión fueron menos destructivas, no por ganas sino por agotamiento de la maquinaria militar de los 5 estados sucesores, y los acuerdos tacitos entre ellos de no destruir tecnología. La tercera guerra de sucesión, que no pasaba de escaramuzas fronterizas, terminó en el 3025, con una noticia esperanzadora para unos e inquietante para otros: Hanse Davion, Príncipe de la Federación de Soles y Melissa Steiner, hija de la Arcontesa de la Mancomunidad de Lira iban a casarse en el 3028, fusionando el mayor ejército de la Esfera Interior con la economía más potente y dando lugar a la Mancomunidad Federada. Poco a poco, el nivel tecnológico en la esfera Interior va recuperándose y aparte de algunos conflictos la situación es mucho más tranquila que en siglos pasados. Todo esto hace presagiar que tarde o temprano la Mancomunidad Federada logrará vencer a sus enemigos y su líder será proclamado Primer señor de la Liga Estelar... 
El retorno de Kerensky
Hacia el año 3051, tras una cuarta Guerra de Sucesión (finalizada en 3028 y que casi hizo desaparecer a la confederación de Capela) entre las grandes casas de la Esfera Interior y tras el conflicto Davion/Steiner Vs Kurita de 3039, hacen su aparición en escena los Clanes, una sociedad orientada hacia la guerra formada por los restos del ejército de la Liga Estelar que, ante las negras perspectivas surgidas en el año 2750 tras la caída de la Liga, se refugiaron más allá del espacio conocido para evitar verse inmerso en los conflictos que se avecinaban, en el que hubieran sido, de haber participado, los que habrían conducido a la humanidad al caos total. 
Con mejores máquinas de guerra y pilotos entrenados desde la más tierna infancia, los Clanes amenazaron con arrasar la Esfera Interior en su intento de conquistar la Tierra y volver a fundar la Liga Estelar. 
No obstante, Comstar, logró pararlos en Tukaiyid (un planeta perteneciente a un estado menor, llamado República Libre de Rasalgue, y que no es más que un colchón entre el condominio Draconis y la Mancomunidad de la Lira) con las máquinas que conservaba de la época de la liga estelar, (más avanzadas que el resto de las usadas por la esfera interior, pero menos que las usadas por los clanes) logrando con ello una tregua de 15 años, en la cual, de todas formas, se produjeron escaramuzas diversas.
Así mismo, el condominio draconis (kurita) y la Mancomunidad Federada (davion + steiner, tras la boda de la heredera al trono lirano y el primer príncipe de la federación de soles en 3028)), enfrentadas desde tres siglos antes, colaboraron entre ellas para detener a los clanes, con la ayuda de la unidad Mercenaria "dragones de wolf" una antigua unidad de los clanes.
A por los clanes
A mediados de la década de 3050, y gracias a la información obtenida de un desertor de los clanes, se conoce la situación del planeta Huntress base de uno de los clanes más despiadados, y la esfera interior, organiza una expedición de largo alcance para exterminar el citado clan como lección a los 16 clanes restantes.
Tras exterminar al Clan de los Jaguares de Humo, las tropas de la Esfera interior, acuden a Strana Mechty, planeta natal de los clanes donde siguiendo las tradiciones de los clanes, lanzan un juicio de rechazo sobre la decisión de atacar a la esfera interior (conocida como el gran rechazo), los curzados votan en contra (por entender que no tienen legitimidad) y luchan en el juicio (ya que defienden la citada decisión), los guardianes votan a favor (ya que entienden que si están legitimados) y no luchan (ya que están en contra de la invasión), los lobos (clan cruzado), se abstiene, así, se consideran libres de seguir la invasión si es que les interesase (en caso de no perder su enfrentamiento, como así fue), los Osos fantasmales, aprovechan ese momento para abrazar la ideología de los Guardianes, lo cual, provoca que el juicio de rechazo de la esfera interior, se acepte.
El combate, (compañías de la esfera interior vs binarias de los clanes) fue en su conjunto favorable a la esfera interior.
Guerra civil
Tras esta gran victoria, se declara la guerra civil en la Mancomunidad Federada, volviendo a su fin a la situación anterior a 3025, con Steiner y Davion separados en dos estados, el clan Gato nova, expulsado de los clanes (abjurado, según el vocabulario clan), el clan burrock absorbido por el clan víboras de Acero, el clan oso fantasma se establece en los planetas que conquistaron en la invasión de la esfera interior, abandonando todas sus posesiones en el espacio de los clanes excepto Arcadia y su parte de Strana Mechty (capital de los clanes), y trasladando a la Esfera interior su capital y el clan Lobo, dividido en dos, la mitad fiel cruzado, y la otra Guardián, siendo estos últimos Abjurados (lo cual, reduce el número de clanes a 14 de los 20 originales, 2 aniquilados, uno antes de la invasión y otro después, 3 absorbidos, 2 antes de la invasión y otro después) y 1 abjurado).
Jihad
Poco después, la facción escindida de Comstar, la palabra de blake, desata la jihad contra toda la esfera interior, usan armas nucleares donde no pueden triunfar (Outrech, planeta de los dragondes de wolf, por ejemplo), sumiendo en el Caos a la esfera interior.

## Línea temporal
2021
Trabajos de los científicos Kearny y Fuchida sobre una nueva teoría del universo, despreciados por la comunidad científica internacional.
2061
Invención del miómero, fibra artificial similar a los músculos animales que se contrae al serle aplicadas grandes descargas eléctricas y se relaja al dejarse de aplicar.
2086
Constitución de la alianza terrestre, organización mundial que agrupa todas las naciones de la tierra.
2102
Prototipo de nave capaz de alcanzar velocidades superiores a la de la luz (SLV) basándose en teorías de Kearny y Fuchida, llamada "El explorador".
2108
El explorador usa el sistema de impulsión Kerny-Fuchida para hacer el primer salto Hiperespacial. Comienza una colonización masiva del espacio interestelar.
2116
Fundación de la primera colonia espacial permanente.
2235
La alianza terrestre contabiliza más de 600 planetas contabilizados
2236-2242
Guerras de independencias en distintas colonias. La alianza entra en crisis profunda.
2271
Se forma La Liga de Mundos Libres (casa Marik)
2314
Desintegración de la Alianza Terrestre. El almirante McKeena funda un nuevo imperio: Hegemonía Terrestre.
2317
Fundación de la Federación de Soles (casa Davion)
2319
Fundación del Condominio Draconis (casa Kurita)
2341
Fundación de la Mancomunidad de Lira (casa Steiner)
2367
Formación de la Confederación de Capela (casa Liao)
2398
Conflicto entre la Liga de los mundos libres y la confederación de capela. Comienza la Era de las guerras.
2412
Firma de las Convenciones de Ares, por las que se establecen las leyes interestelares de guerra.
2439
La hegemonía Terrestre muestra los BattleMechs, cambiando para siempre la cara de la Guerra.
2571
Formación de la liga estelar, alianza de las cinco grandes casas. Ian Cameron, decimotercer director general de la Hegemonía terrestre, es nombrado Primer Señor.
2571-2751
La Esfera Interior Unida bajo la Liga Estelar – una alianza política y militar entre todas las grandes Casas – la humanidad disfruta de una “edad de oro”.
2630
Invención de los generadores de hiperpulsacion (GHP), que permiten comunicaciones interestelares instantáneas a 50 años luz.
2792
Richard Cameron, primer señor de la liga estelar, ordena el desarme de las cinco grandes casas, frente a la oposición de estas, solo recibe el apoyo de Stefan Amaris.
2764
Stefan Amaris, líder de estado del Estado de los mundos exteriores, firma un pacto secreto de cooperación con Richard Cameron.
2766
Aprovechando que las Fuerzas de Defensa de la Liga Estelar, se hallaba en la periferia sofocando una sublevación, Stefan se apodera de la tierra, asesina a Richard Cameron y a toda su familia, y se proclama primer señor.
2768
Aleksandr Kerensky, jefe del ejército de la liga estelar, declara la guerra a Stefan el usurpador.
2780
Fin de la guerra civil. Stefan es ejecutado y Kerensky es nombrado “protector” de la liga estelar.
2781
Disolución del consejo de la liga estelar por desavenencias entre sus miembros.
2784
El ejército de la liga estelar, al mando de Kerensky, abandona por sorpresa la esfera interior en dirección a la periferia. No ha sido visto nunca más. Esto se conoce como el éxodo.
2787-2821
Primera guerra de sucesión de la 5 grandes casas, cuasi aniquilación de las élites intelectuales.

2787
Jerome Blake, ministro de comunicaciones, toma la tierra con ayudas de tropas mercenarias y funda Comstar, una organización cuasi-religiosa que controla toda comunicación dentro de la Esfera Interior.
2830-2863
Segunda guerra de sucesión. Destrucción de buena parte de la tecnología y los conocimientos de la antigua liga estelar: decadencia universal.
2866
Comienza la Tercera Guerra de sucesión, que se limita a débiles incursiones fronterizas. Aparición de los reyes bandidos de la periferia.
3025
Finaliza la III guerra de sucesión
3028
Elmatrimonio del Primer Príncipe de la Federación Soles Hanse Davion con la Arcontesa heredera designada de la Mancomunidad de Lira Melissa Steiner , uniendo los dos más grandes estados de la esfera interior. El nuevo Nacimiento de la Mancomunidad Federada, lanza de forma inmediata la Cuarta Guerra de sucesión. Nace la República Libre de Tikonov.

3030
Finaliza la IV Guerra de sucesión, la Mancomunidad de la Lira absorbe la República Libre de Tikonov.

3050
Unas misteriosas fuerzas invaden la esfera interior. Llamados los Clanes, los invasores son los descendientes de las tropas de Kerensky forjados en una sociedad de guerreros dedicada a ser la más grande fuerza combatiente en la Historia. Con una tecnología y guerreros superiores, los clanes conquistan mundo tras mundo hasta que Comstar frena su avance en la batalla de Tukayyid. La tregua firmada después del conflicto, detiene el avance de los Clanes por 15 años. La invasión concluye tras el Gran Rechazo, juicio por combate entre la Esfera Interior y los Clanes, que tiene lugar en 3062, en el cual se imponen las fuerzas de la Esfera Interior.
3063
La poderosa Mancomunidad federada se separa; estalla la guerra civil entre la Mancomunidad de Lira y la Federación de Soles a través de más de 800 mundos y miles de años luz.
3067
Fanáticos de la palabra de Blake – una facción reaccionaria de la Comstar – lanza Jihad contra toda la Esfera Interior con abundante uso de Armas Nucleares.
3071-3078
Devlin Stone lentamente construye un ejército para pelear contra la palabra de Blake. Con cada victoria, más guerreros se reúnen a su bando, mientras su tamaño crece a proporciones mitológicas en medio del pueblo en general. Cuando sus fuerzas finalmente ponen fin a la Jihad en 3078, él es más que un héroe, es una leyenda.
Con una nueva visión de la reconstrucción de la Esfera Interior y una enorme cantidad de seguidores militares y civiles de cada facción, Devlin Stone solicita y le es dado, voluntariamente o involuntariamente, el control sobre todos los mundos dentro de un radio de 120 años luz de Terra.
3081
Bajo la guía de Devlin Stone, la República de la Esfera nace. las décadas pasan, y una nueva generación es adoctrinada dentro de la filosofía de la paz. Una de las principales prioridades de la nueva sociedad es decomisar la mayoría de los BattleMechs y re-equiparlos para los tiempos de guerras económicas. De esta manera estalla la prosperidad de la república, el resto de las grandes casas la siguieron. Pero los BattleMechs se volvieron excepcionálmente raros, dada la limitación de construir sus especializados reactores de fusiones y equipamientos.
3130
Devlin Stone anuncia su retiro de la vida pública, y después de jurar que el volverá si la República o el resto de la Esfera Interior lo necesita, el desapareció.
3132
Por razones desconocidas, el 80 por ciento de la red de generadores de hiperpulsos de comunicación fueron sacadas de línea, y los rumores del comienzo de la guerra empezaron a esparcirse. Viejos odios y rivalidades salieron nuevamente a la superficie como la avaricia y el faccionalismo y con ello se quebrantó el idealismo de la República. Con los BattleMechs tan escasos, los mech industriales con sus motores de combustión interna, fueron armados y puestos en servicio, mientras la guerra empezaba a extenderse dentro de la galaxia.
3151
Tras derrotar a la República de la Esfera, los clanes Halcón de Jade y Lobo, luchan en Terra por convertirse en el IlClan, resultando vencedor el último de ellos.